# Molina - Castello
Molina - Castello este o arie protejată (arie specială de conservare — SAC, sit de importanță comunitară — SCI) din Italia întinsă pe o suprafață de 54 ha, integral pe uscat.

## Localizare
Centrul sitului Molina - Castello este situat la coordonatele 46°16′44″N 11°26′20″E / 46.2789°N 11.43898°E.

## Înființare
Situl Molina - Castello a fost declarat sit de importanță comunitară în iunie 1995 pentru a proteja 8 specii de animale. Situl a fost protejat și ca arie specială de conservare în martie 2014.

## Biodiversitate
Situată în ecoregiunea alpină, aria protejată conține 12 habitate naturale: Mlaștini alcaline, Pante stâncoase silicioase cu vegetație casmofită, Păduri aluvionare cu Alnus glutinosa și Fraxinus excelsior (Alno-Padion, Alnion incanae, Salicion albae), Păduri pe pante, grohotișuri și ravene de Tilio-Acerion, Pajiști uscate seminaturale și facies de acoperire cu tufișuri pe substraturi calcaroase (Festuco-Brometalia) (* situri importante pentru orhidee), Fânețe de joasă altitudine (Alopecurus pratensis, Sanguisorba officinalis), Pajiști uscate seminaturale și facies de acoperire cu tufișuri pe substraturi calcaroase (Festuco-Brometalia) (* situri importante pentru orhidee), Liziere de ierburi înalte hidrofile de câmpie și de nivel montan până la alpin, Râuri de munte și vegetația erbacee de pe malurile acestora, Roci stâncoase cu vegetație pionieră de Sedo-Scleranthion sau Sedo albi-Veronicion dillenii, Pajiști cu Molinia pe soluri calcaroase, turboase sau argilos-nămoloase (Molinion caeruleae), Formațiuni ierboase bogate în specii de Nardus, dezvoltate pe substraturi silicioase în zone montane (și în zone submontane, în Europa continentală).
La baza desemnării sitului se află mai multe specii protejate:
- păsări (7): șorecarul comun (Buteo buteo), cristeiul de câmp (Crex crex), vânturel roșu (Falco tinnunculus), sfrâncioc roșiatic (Lanius collurio), viespar (Pernis apivorus), mărăcinar (Saxicola rubetra), silvie de zăvoi (Sylvia borin)
- amfibieni (1): izvoraș-cu-burta-galbenă (Bombina variegata)

Pe lângă speciile protejate, pe teritoriul sitului au mai fost identificate 26 de specii de plante, 4 specii de mamifere, 1 specie de pești, 6 specii de reptile.